# Anton Budilovitj
Anton Semjonovitj Budilovitj (ryska: Антон Семёнович Будилович), född 5 juni (gamla stilen: 24 maj) 1846 i Komotovo, guvernementet Grodno, död 25 december (gamla stilen: 13 december) 1908 i Sankt Petersburg, var en rysk filolog.
Budilovitj var professor i ryska och kyrkslaviska först vid universitetet i Warszawa, sedan i Dorpat, där han en tid också var rektor. Bland hans många lärda skrifter märks hans studier över Michail Lomonosov som naturvetenskapsman, filolog och skriftställare (Sankt Petersburg 1869 och 1871), undersökningar om Cyrillus och Methodius greko-slaviska karaktär (Warszawa 1885) samt ett arbete "Om slavernas litterära enhet" (Sankt Petersburg 1879). Budilovitj var anhängare av den litterära panslavismen och yrkade på att det ryska språket skulle vara tongivande.